# Сезонът на черешите
Сезонът на черешите (на турски: Kiraz Mevsimi) e турски сериал, премиерно излъчен през 2014 г. в Турция, след което в Полша, Италия, Индонезия, Русия и България.

## Излъчване
| Сезон | Сезон | Епизоди | Начало на сезона | Край на сезона  | Всички епизоди | ТВ сезон    | ТВ канал | Дата и час                 |
| ----- | ----- | ------- | ---------------- | --------------- | -------------- | ----------- | -------- | -------------------------- |
|       | 1     | 51      | 4 юли 2014       | 27 юни 2015     | 1 – 51         | 2014 – 2015 | FOX      | петък/събота (21:00/20:15) |
|       | 2     | 8       | 3 октомври 2015  | 28 ноември 2015 | 52 – 59        | 2015        | FOX      | събота (20:15)             |

## Излъчване в България
| Сезон | Сезон | Епизоди | Начало на сезона    | Край на сезона       | Всички епизоди | ТВ сезон | ТВ канал     | Дата и час           |
| ----- | ----- | ------- | ------------------- | -------------------- | -------------- | -------- | ------------ | -------------------- |
|       | 1     | 135     | 1 април 2017 г.     | 2 септември 2017 г.  | 1 – 135        | 2017 г.  | Диема Фемили | всеки уикенд (17:00) |
|       | 2     | 24      | 3 септември 2017 г. | 30 септември 2017 г. | 136 – 159      | 2017 г.  | Диема Фемили | всеки уикенд (17:00) |

## Актьорски състав
- Йозге Гюрел – Ойкю Аджар
- Серкан Чайоолу – Аяз Динчер
- Даахан Кюлегеч – Мете Уйар
- Нилпери Шахинкая – Шейма Четин
- Фатма Топташ – Сибел Коркмаз
- Серкан Бьорекйемез – Илкер Коркмаз
- Нихал Ишъксачан – Бурджу Уйар
- Айшегюл Юнсал – Мерал Аджар
- Незих Джихан Аксой – Олджай
- Тамер Берке Саръкая – Джем Аджар
- Хакан Чименсер – Бюлент Уйар
- Атила Сарал – Мехмет Карайлъ
- Арас Айдън – Емре Ийт
- Йозге Индже – Наз
- Неслихан Йелдан – Йонем Динчер
- Жале Аръкан – Моника Сеса
- Джанан Санан – Гюлсерен Четин
- Бурак Шахин Гьонюлташ – Доан Четин

## В България
В България сериалът започва излъчване на 1 април 2017 г. по Диема Фемили и завършва на 30 септември. На 29 ноември започва повторно излъчване по Нова телевизия и спира на 8 декември. На 1 декември започва повторение по Диема Фемили и завършва на 12 юли 2018 г. Ролите се озвучават от Ани Василева, Нина Гавазова, Силвия Русинова, Силви Стоицов, Николай Николов и Христо Узунов.